# كنيسة أبو سيفين
دير السيدة العذراء المُحرّق بجبل قُسقام، ويُعرف مختصراً بـدير المُحرّق، هو دير مسيحي تابع للكنيسة القبطية الأرثوذكسية، يبعد 12 كيلومتراً عن مدينة القوصية بمحافظة أسيوط في مصر.

## معرض الصور

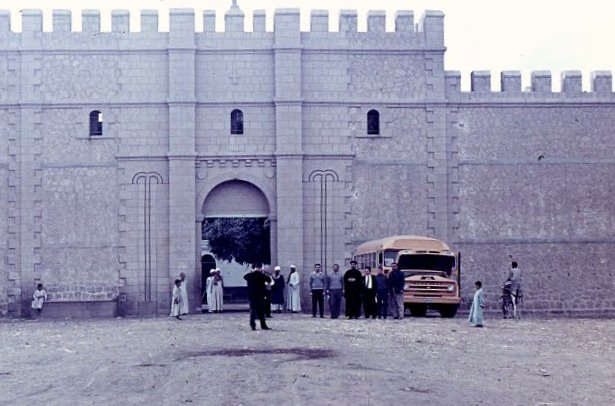
صورة للدير عام 1968.
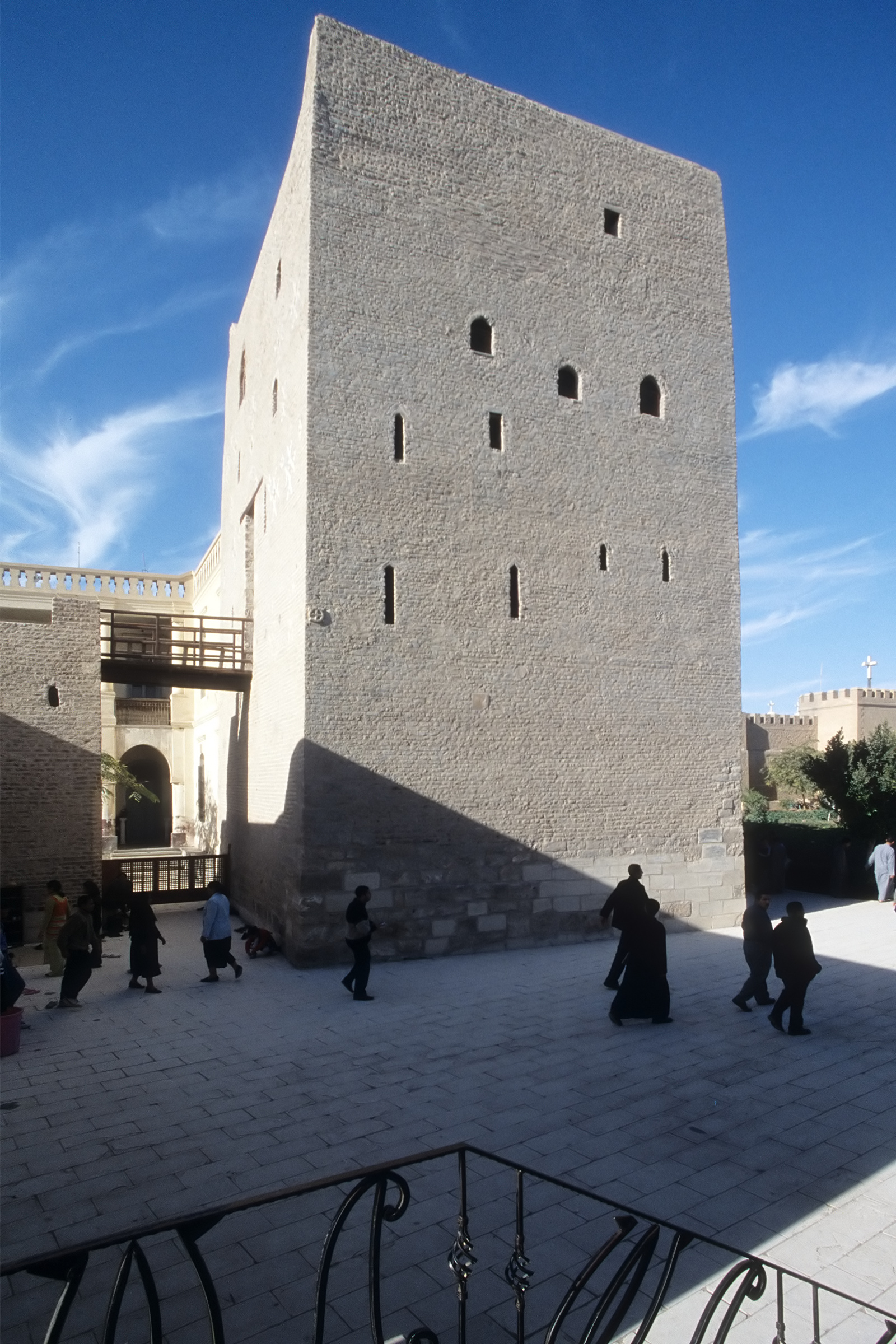
حصن الدير.
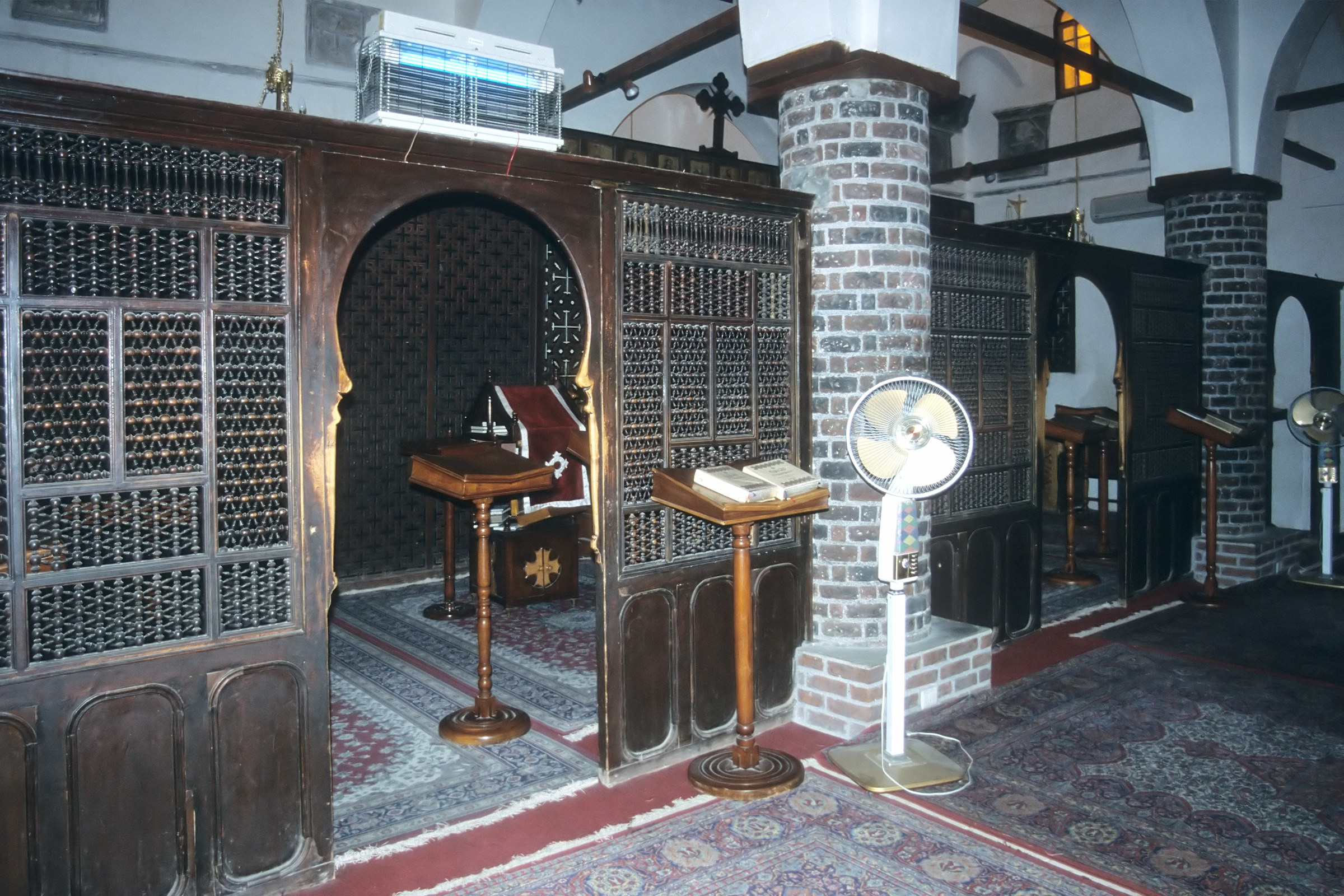
كنيسة السيدة العذراء الأثرية.
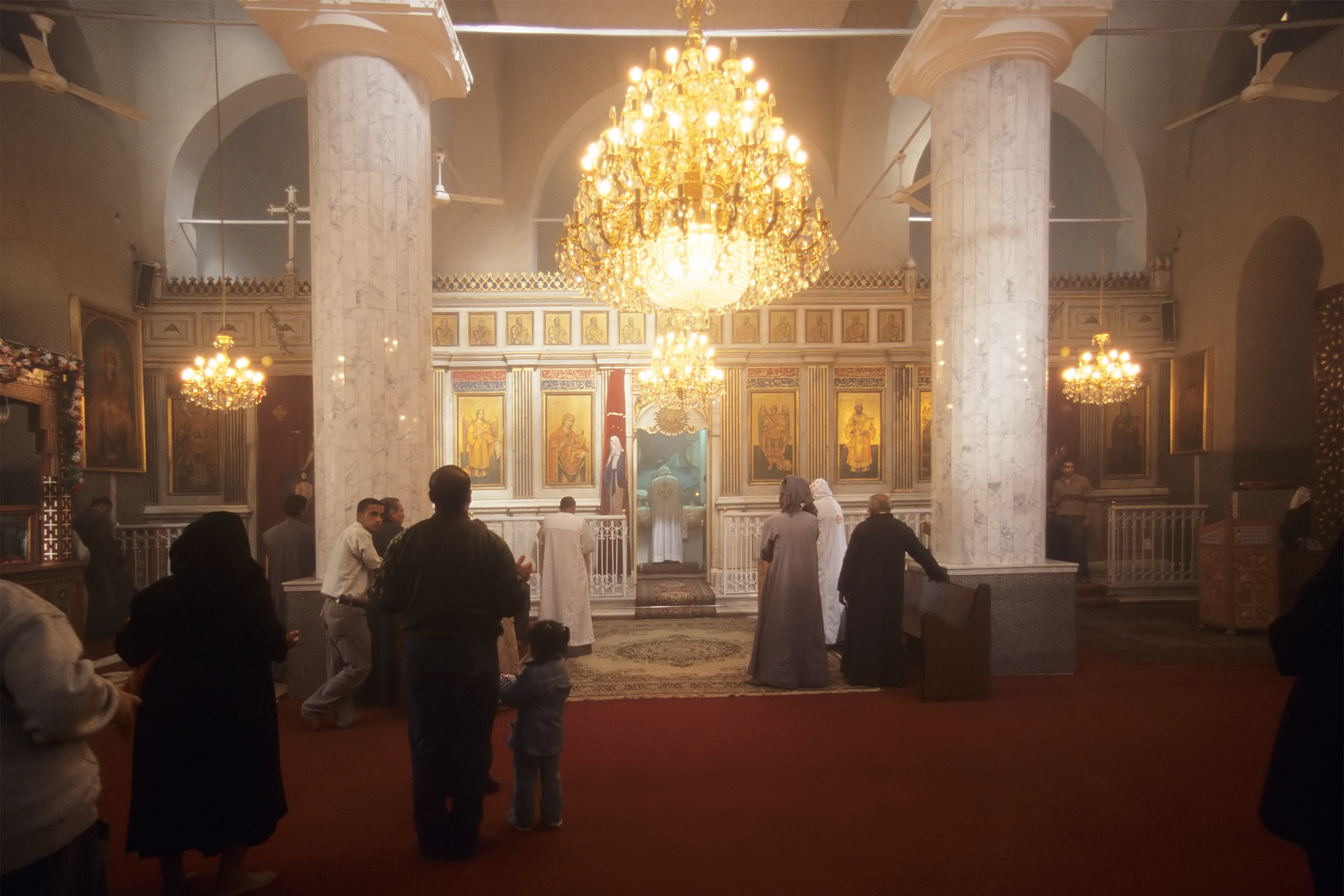
كنيسة مار جرجس.
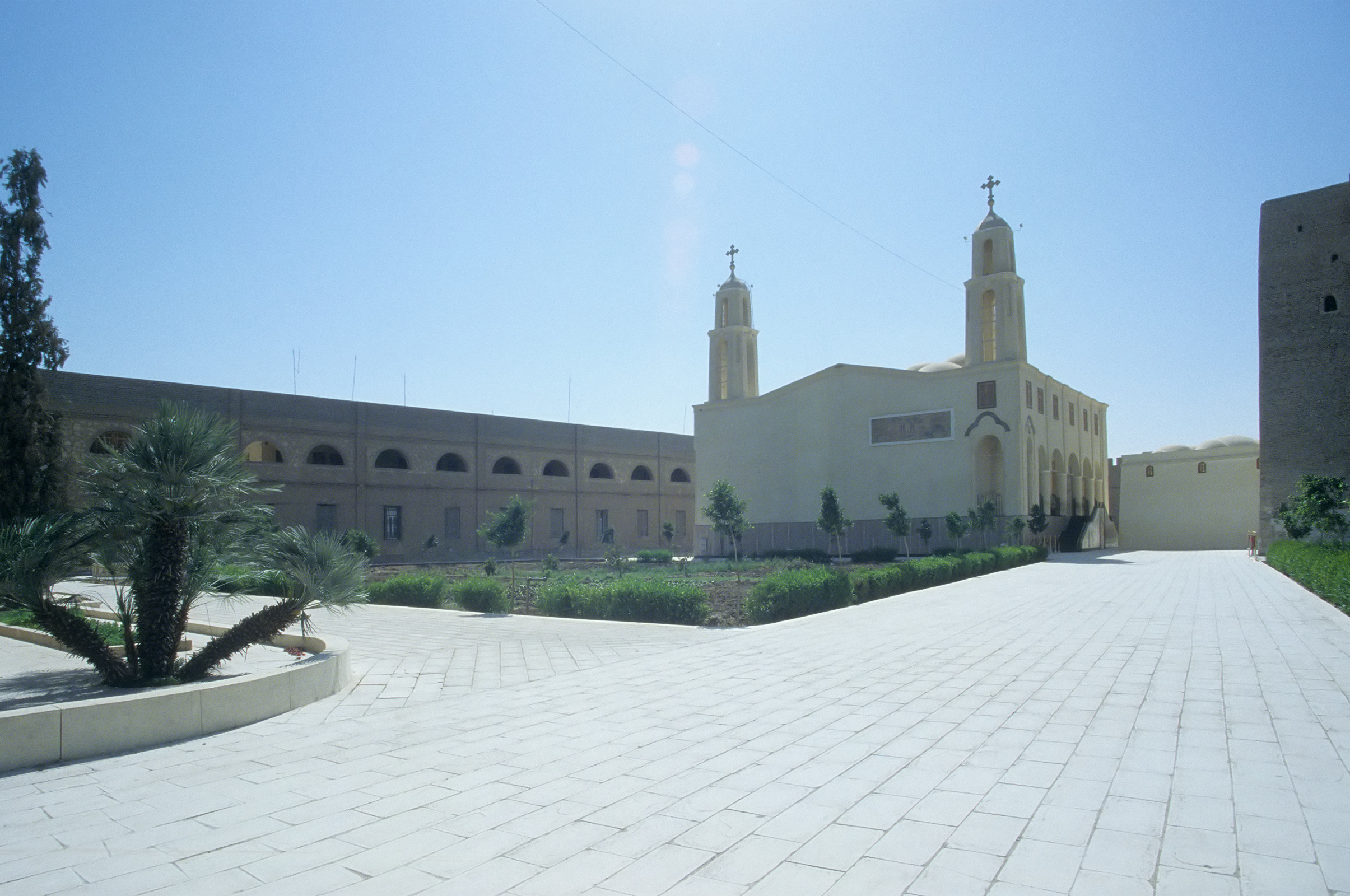
كنيسة مار جرجس.
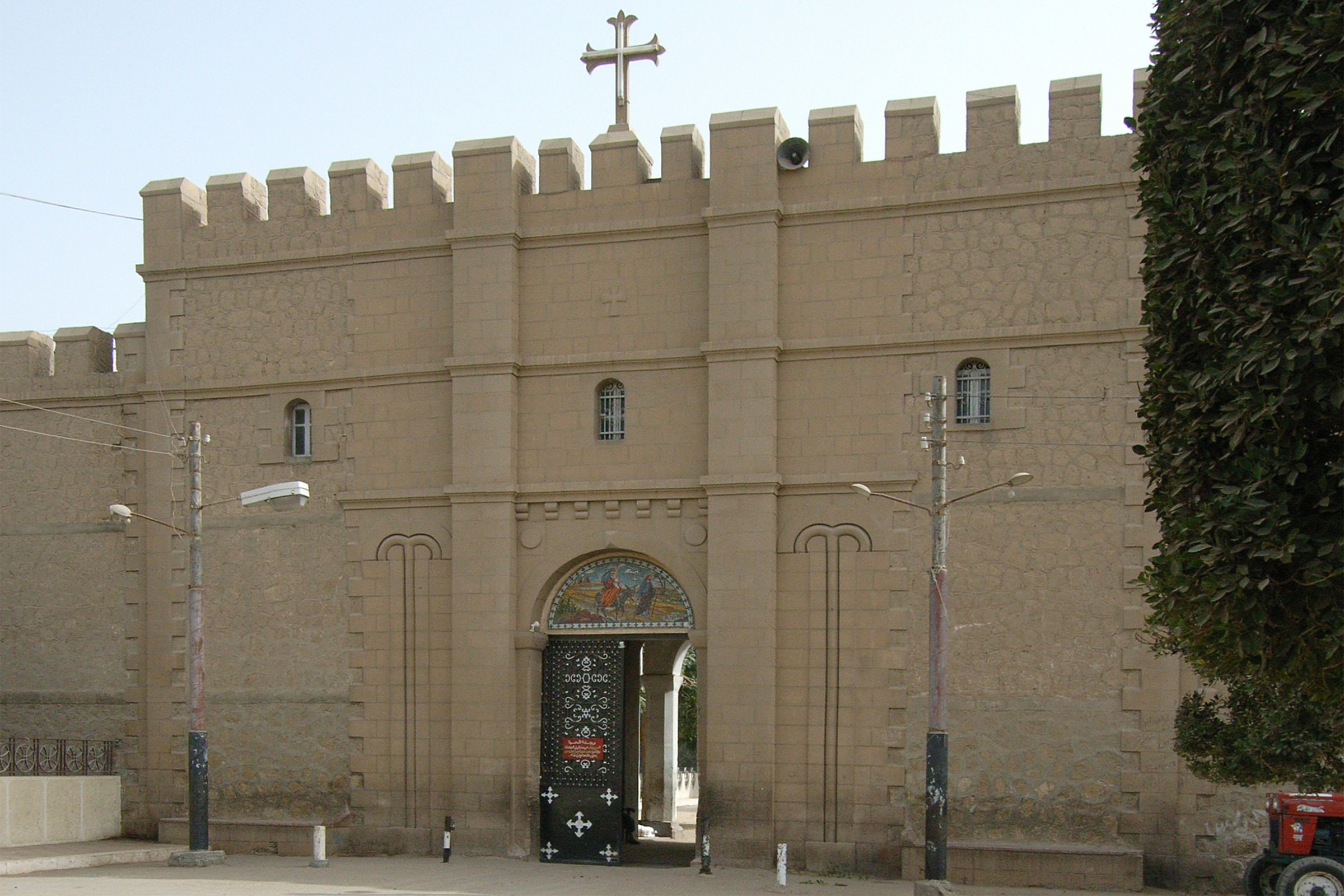
بوابة الدير الرئيسية.